# Careproctus hyaleius
Careproctus hyaleius és una espècie de peix pertanyent a la família dels lipàrids.

## Descripció
- La femella fa 12,3 cm de llargària màxima.[5]

## Hàbitat
És un peix marí i batidemersal que viu fins als 2.630 m de fondària.

## Distribució geogràfica
Es troba al Pacífic oriental (13°N).

## Observacions
És inofensiu per als humans.